# Wiazynka (przystanek kolejowy)
Wiazynka (biał. Вязынка, ros. Вязынка) – przystanek kolejowy w miejscowości Wiazynka, w rejonie mołodeczańskim, w obwodzie mińskim, na Białorusi.
W pobliżu przystanku znajduje się muzeum Janka Kupały.